# Taseralik Kulturcenter
Taseralik Kulturcenter ((grønlandsk Taseralik kulturikkut) er et kulturcenter i Sisimiut på det vestlige Grønland. Taseralik ligger ved bredden af den lille sø Nalunnguarfik i den østlige del af Sisimiut, og er det andet center af sin slags i Grønland efter Katuaq i Nuuk.
Taseralik arrangerer koncerter, konferencer, film og teaterforestillinger, kunstudstillinger og andre former for underholdning. Den 1400 kvadratmeter store arkitekttegnede bygning rummer koncertsal, foyer, reception og en cafe. Den udvendige del af koncertsalen og foyeren bruges også til udstillinger.
Koncertsalen har ca. 258 sæder og fungerer også som kulturhusets biograf, Taseralik Bio.
Stednavnet Taseralik er en sommerboplads i nærheden af Sisimiut. Folk har i århundreder på stedet dyrket trommedans, udvekslet fortællinger og anden underholdning.

## Eksterne henvininger
- Wikimedia Commons har flere filer relateret til Taseralik Kulturcenter
- Taseraliks hjemmeside
- Åbningstider

66°56′15″N 53°39′02″V / 66.9375°N 53.650555555556°V